# Pont Vieux (Confolens)

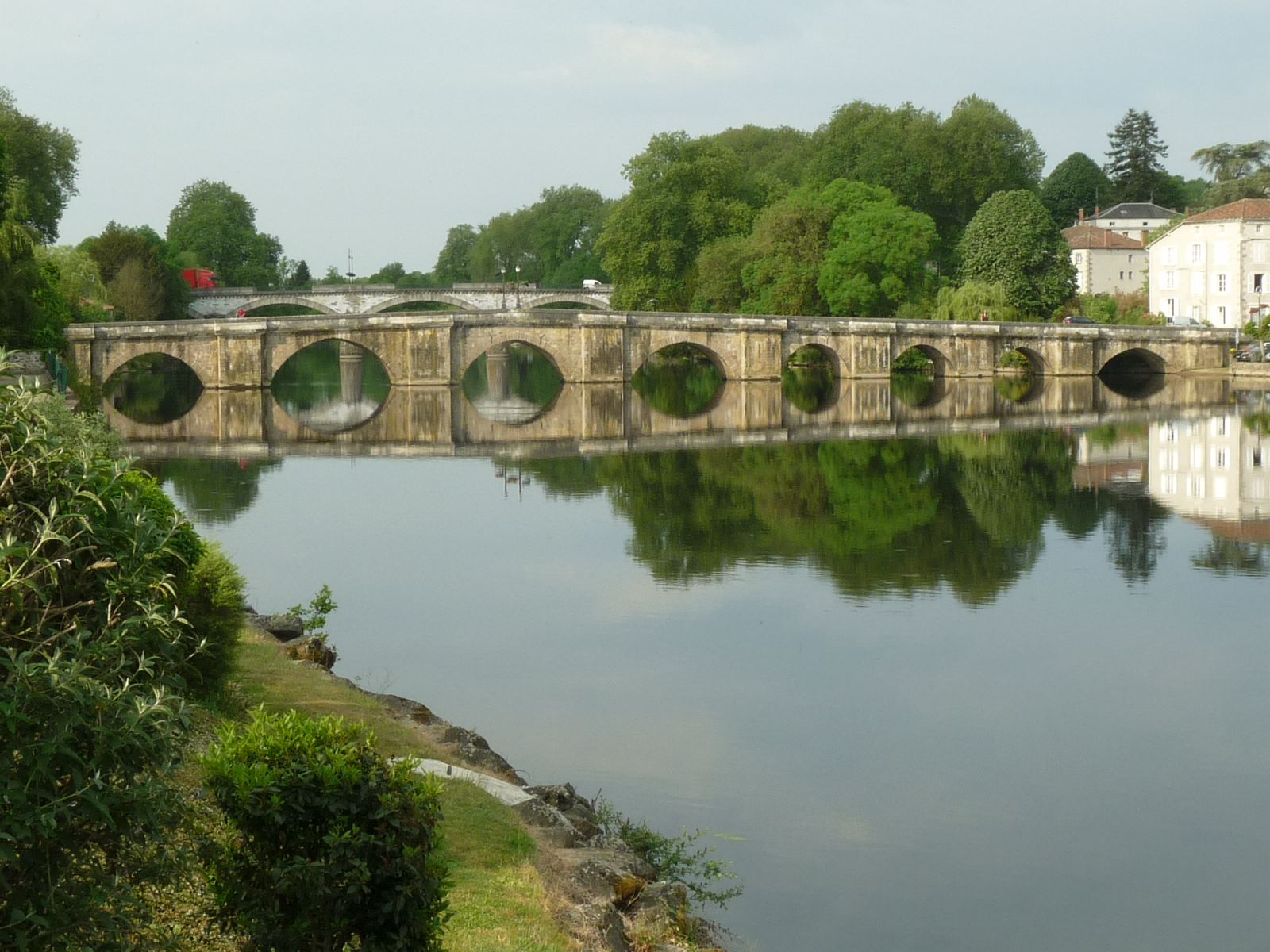
De Pont Vieux

De Pont Vieux of Vieux Pont is een middeleeuwse brug over de Vienne in de Franse gemeente Confolens (Charente).

## Beschrijving
De brug telt negen bogen. De pijlers aan de zijde stroomopwaarts hebben een halfronde vorm om beter te kunnen weerstaan aan de kracht van het water. Aan de zijde stroomafwaarts zijn de pijlers rechthoekig van vorm.

## Geschiedenis
De brug gaat terug tot de Gallo-Romeinse periode, toen de Romeinse weg tussen Angoulême en Bourges hier de Vienne kruiste. De Pont Vieux werd gebouwd in de 12e en 13e eeuw. Het was aanvankelijk een versterkte brug met drie verdedigingstorens en een valbrug. Deze werden in de 18e eeuw afgebroken. Omdat de oude brug een hinderpaal vormde voor een vlot verkeer werd in 1848 stroomopwaarts een nieuwe brug gebouwd.
In 1908 werd de Pont Vieux beschermd als monument historique.